# با جس حدس بزن
با جس حدس بزن (انگلیسی: Guess with Jess) یک مجموعه تلویزیونی کودکانه٬ محصول مشترک دو کشور انگلیس و کانادا می باشد که دربارهٔ «جس» گربهٔ پت پستچی است. این نمایش ماجراهای جس را با دوستانش در مزرعهٔ گریندال که در لندن انگلستان است را دنبال می کند و نشان می دهد که چگونه آنها همیشه با یک سوال بزرگ سعی در حل مشکلات یکدیگر دارند. جس و دوستانش در جستجوی پاسخ سوالات علمی و مبتنی بر طبیعت هستند و به کودکان اجازه می دهند تا در مورد دنیای اطراف خود بیاموزند.
بر خلاف این که جس در پت پستچی نمی‌تواند صحبت کند، او در این مجموعه توانایی مکالمه با دوستانش در مزرعه را دارد.
قسمت های جدید این سریال از کانال دریم ورکس تایلند پخش می شود. 

## قسمت ها
این سریال شامل ۲ فصل و ۵۲ قسمت است.